# Cathédrale impériale
En Allemagne, une cathédrale impériale (Kaiserdom) est l'appellation d'une cathédrale érigée par un empereur des Romains. Ainsi furent désignées principalement les trois cathédrales rhénanes de Mayence, Worms et Spire. 

## Cathédrales rhénanes
Un exemple typique est donné par la cathédrale Notre-Dame-de-l'Assomption-et-Saint-Étienne de Spire, aujourd'hui la plus grande église en style roman préservée et inscrite au patrimoine mondial, qui fut construite par le roi Conrad II le Salique dans les années 1030. Située dans la Franconie rhénane, elle devait accueillir les tombeaux des souverains saliens, mais fut réorganisée plus tard par l'empereur Henri III qui en 1046 offrait le manusrit du Codex aureus Spirensis à l'occasion de la dédicace du maître-autel de la cathédrale. Les travaux de construction ont été menés à bien  en 1061, sous le règne de son fils Henri IV qui y fut enterré en 1101.
La cathédrale Saint-Martin de Mayence fut construite déjà à partir de 975 sous l'égide de l' archevêque Willigis, à cette époque le second personnage de l'Église latine après le pape, possiblement pour s'assurer le privilège de sacrer le roi des Romains. Elle a été détruite par un incendie le jour de sa consécration en 1009 et fut également remaniée par Conrad II. De 1082 à 1106, au lendemain de l'accalmie de la querelle des Investitures, elle fut transformée par Henri IV.
La cathédrale Saint-Pierre de Worms, construite de 1130 à 1181 fut également appelée « cathédrale impériale » mais davantage en raison de ses dimensions et de la somptuosité qui s'en dégage. En 1122, elle était le théâtre du concordat de Worms qui met fin à la querelle des Investitures opposant le pape à l’empereur depuis 1075. L'empereur Frédéric II y se marie avec Isabelle d'Angleterre en 1235.

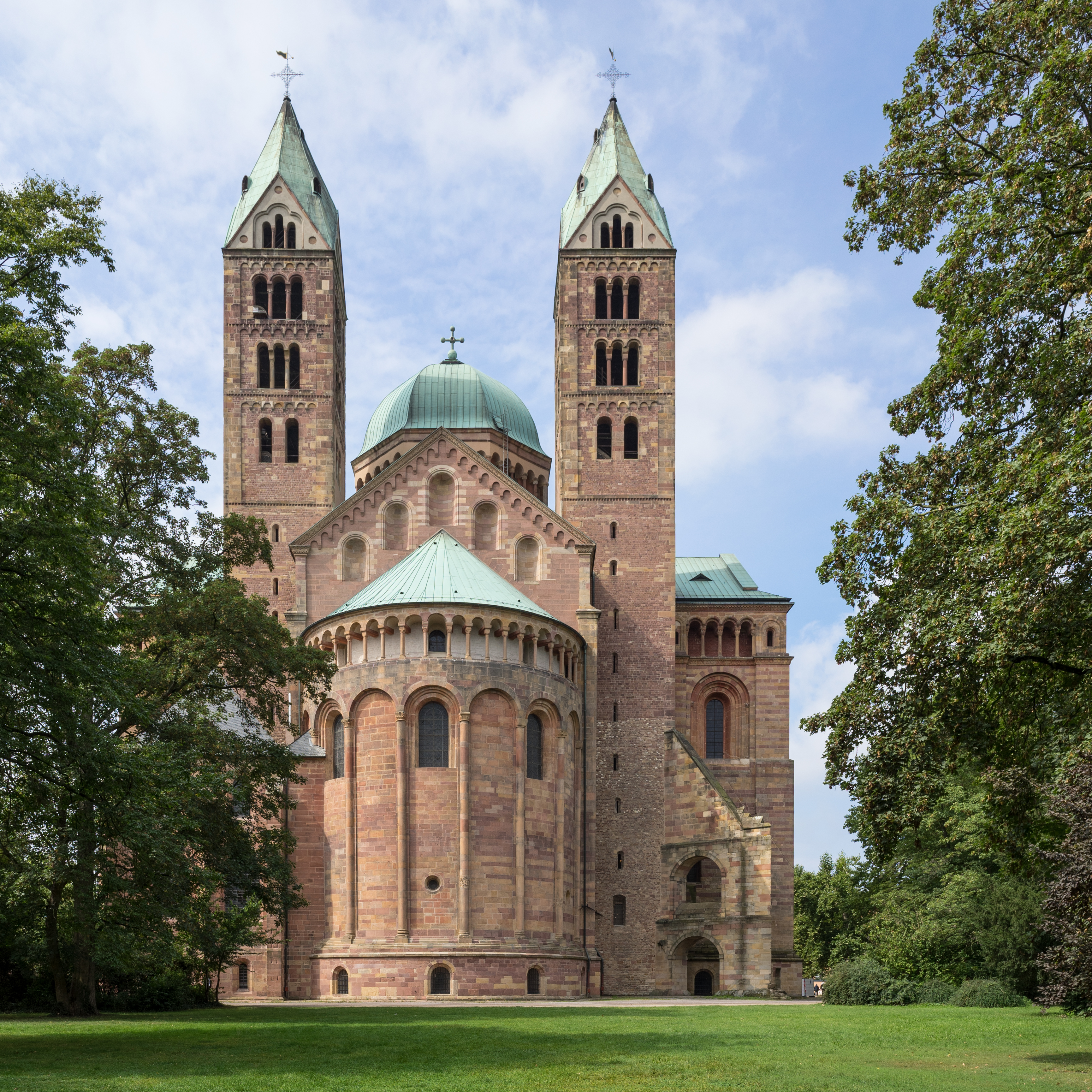
Cathédrale de Spire.
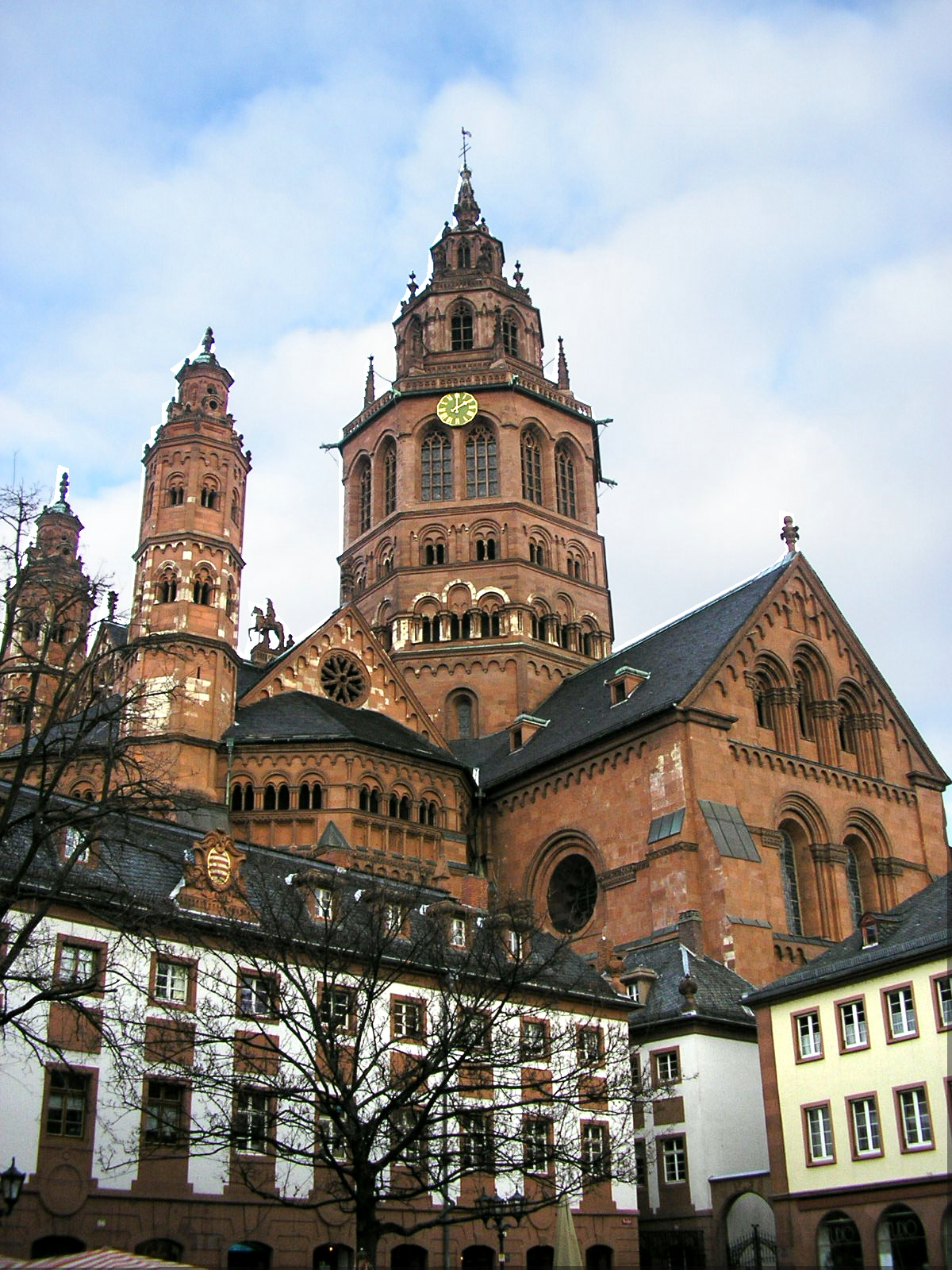
Cathédrale de Mayence.
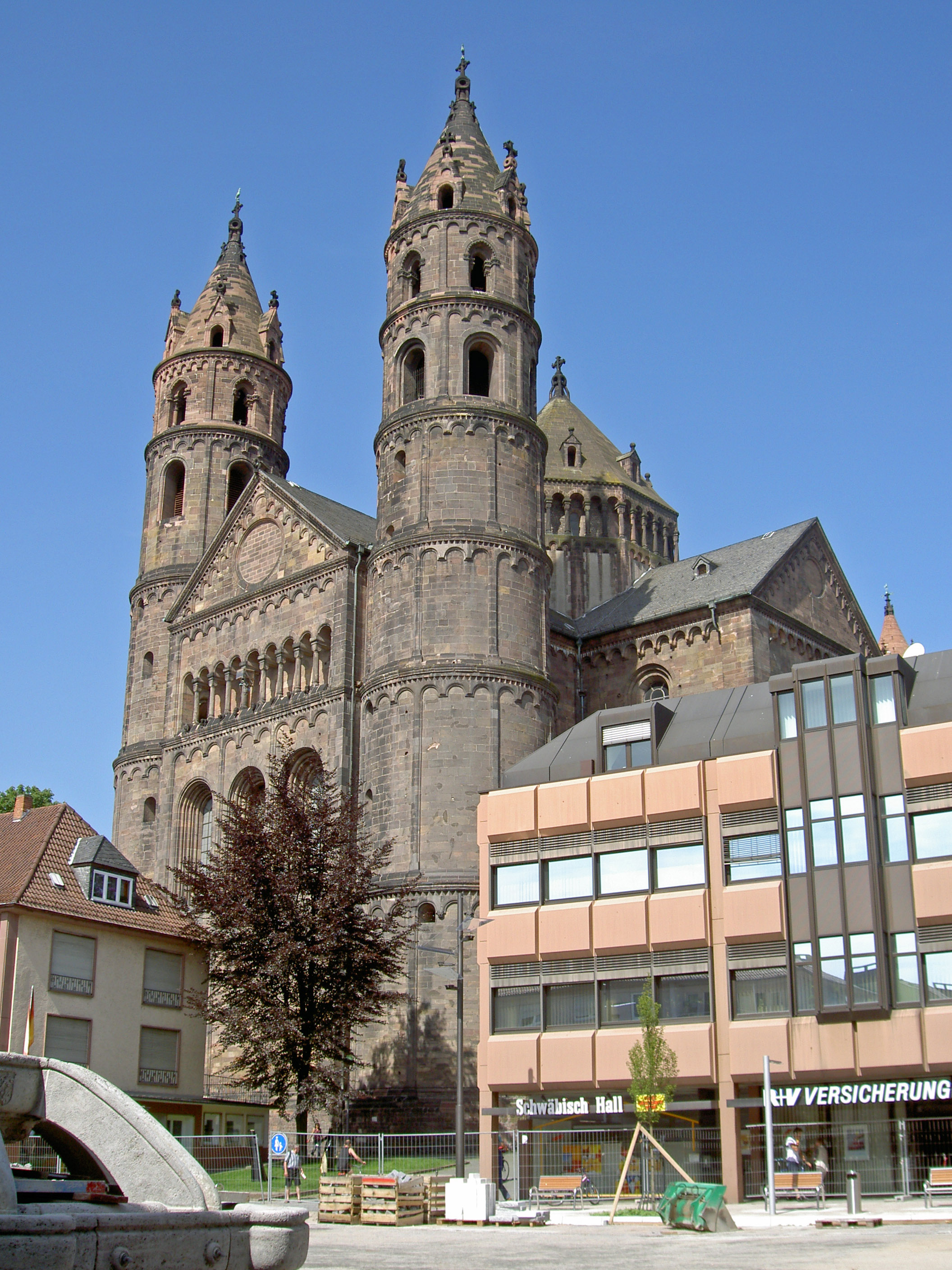
Cathédrale de Worms.

La particularité architecturale des cathédrales impériales est la présence de deux chœurs. S'ajoutant au chœur d'autel traditionnel, se trouve un deuxième chœur à l'opposé, à la fin de la nef, où l'on célébrait l'office religieux pour l'empereur et ses suivants. Le tout était censé représenter l'équivalence du pouvoir de Dieu et celui de l'empereur.

## Autres cathédrales ainsi nommées
Furent également appelées ainsi par la suite les cathédrales où furent couronnés des empereurs :
- la cathédrale d'Aix-la-Chapelle, l'ancienne chapelle palatine où Charlemagne fut couronné ;
- la cathédrale Saint-Barthélemy de Francfort, consacrée en 852 par l'archévêque Raban Maur, le théâtre de la réunion électorale des princes.

Aussi connues :
- la basilique de Koenigslutter érigée par l'empereur Lothaire III ;
- la cathédrale Saint-Pierre-et-Saint-Georges de Bamberg érigée par Henri III ;
- la cathédrale de Magdebourg fondée par Othon Ier.
- la Cathédrale de Palerme mausolée impérial du Hohenstaufen

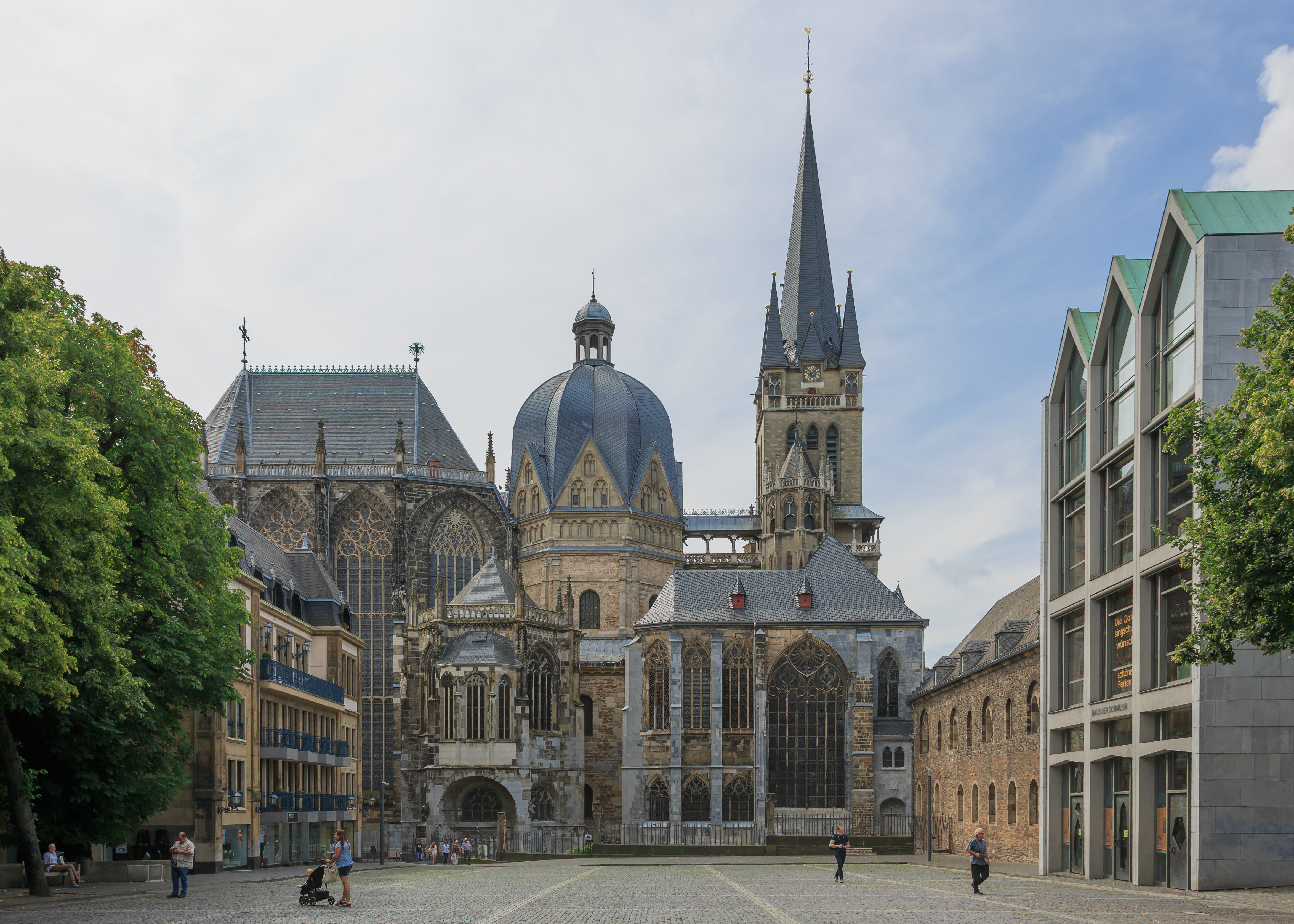
Cathédrale d'Aix-la-Chapelle
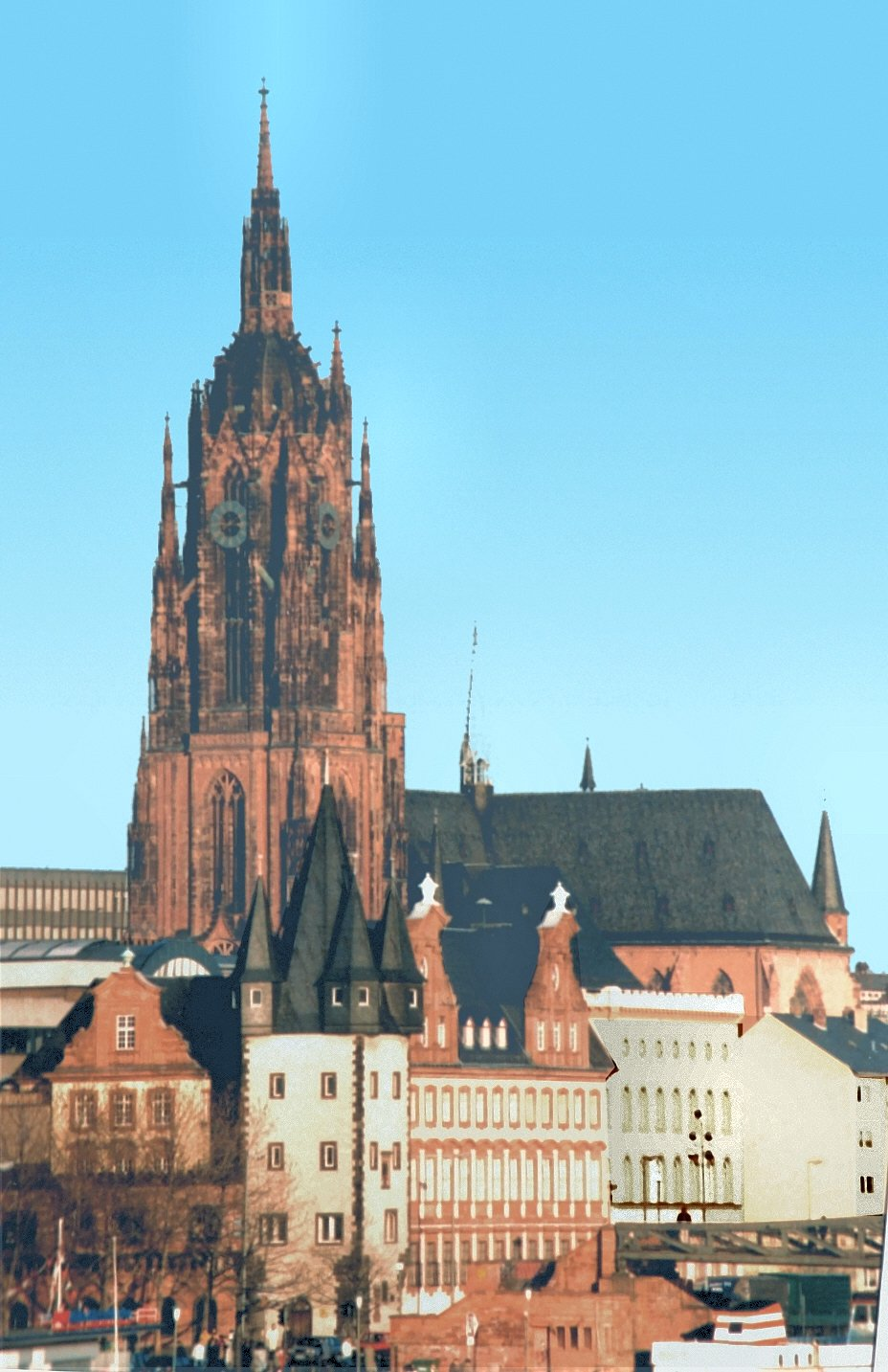
Cathédrale de Francfort
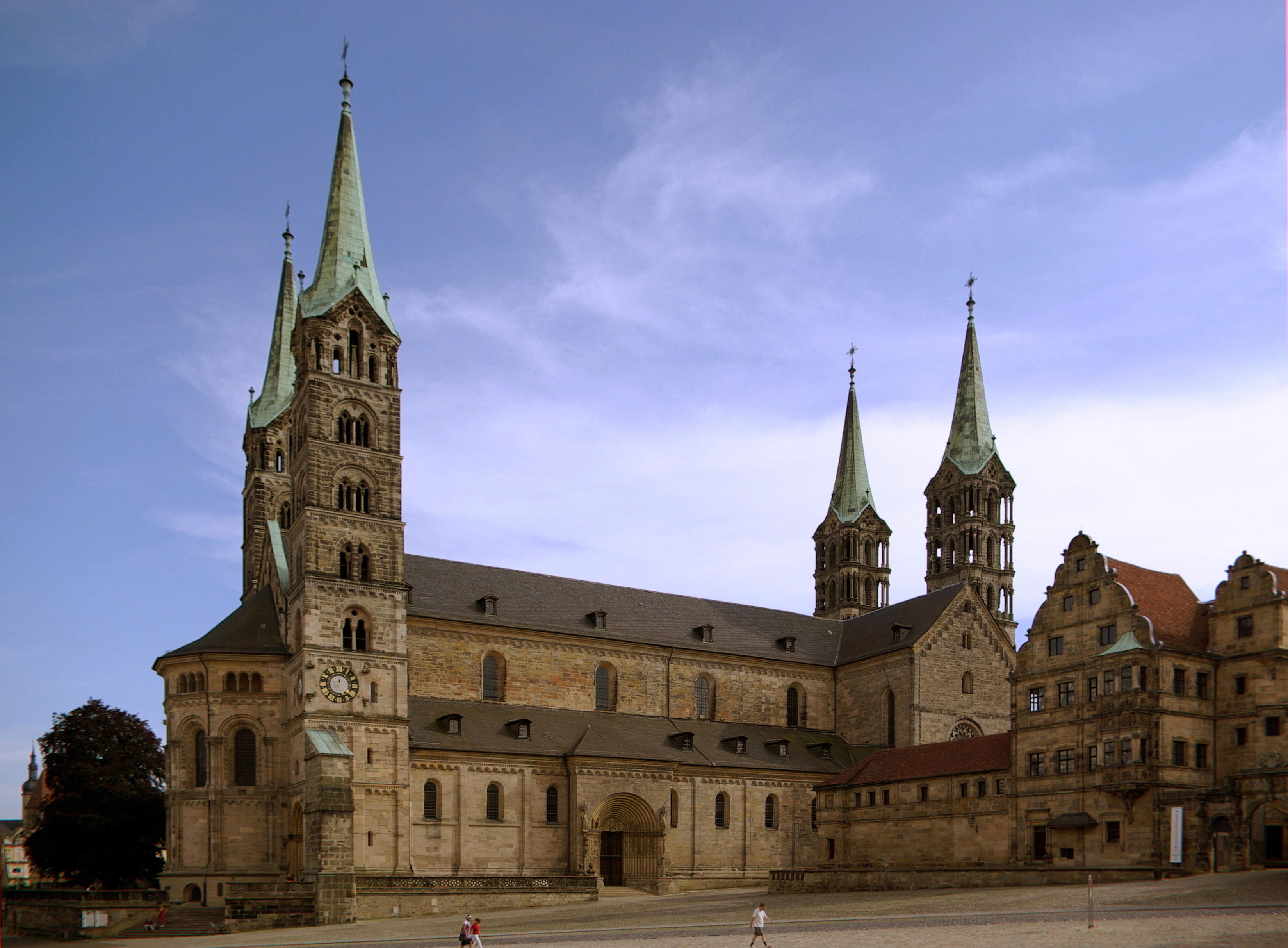
Cathédrale de Bamberg
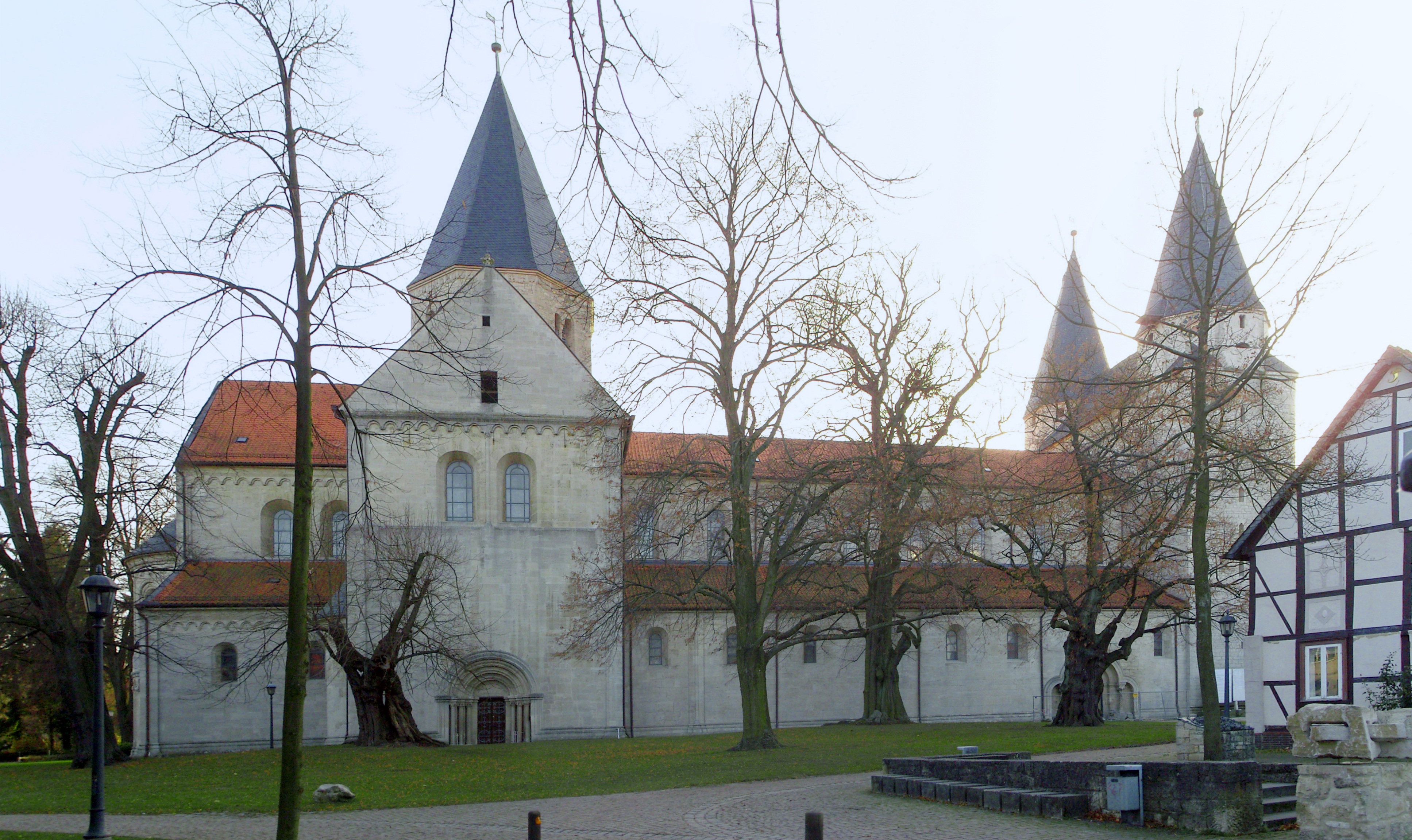
Cathédrale de Königslutter (de)
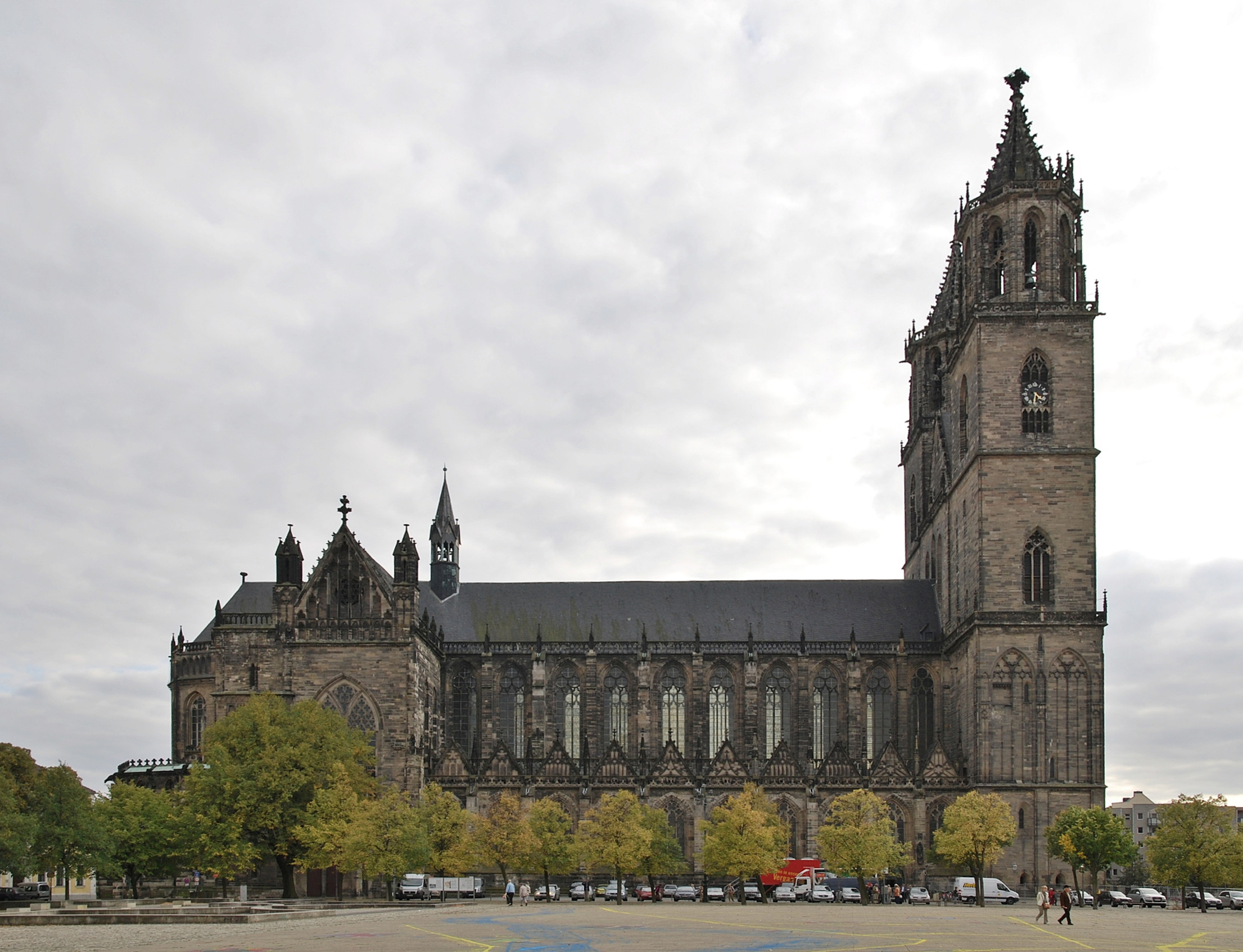
Cathédrale de Magdebourg
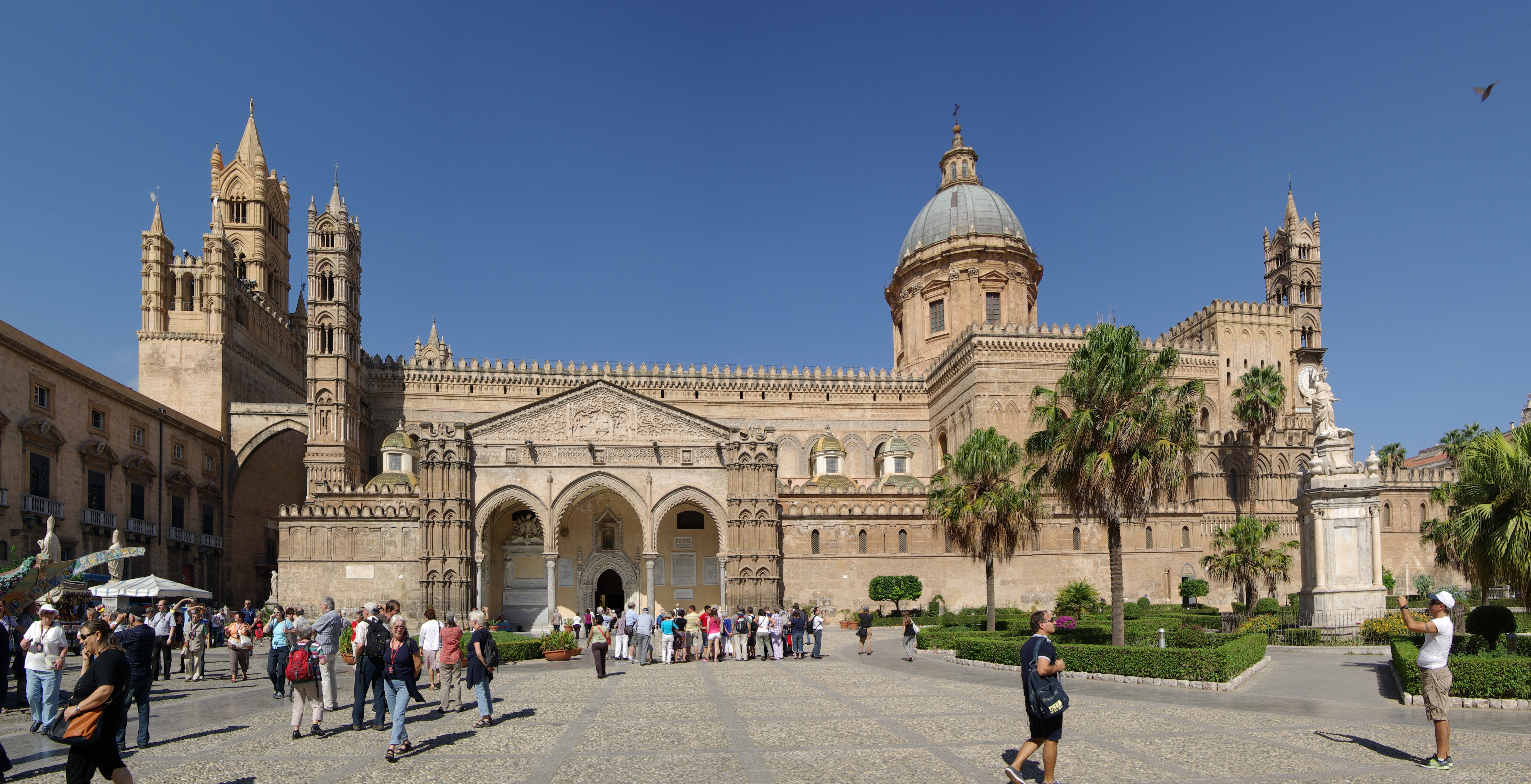
Cathédrale de Palerme